# 狹鰓珊瑚鰕虎魚
狹鰓珊瑚鰕虎魚（学名：Bryaninops amplus），为輻鰭魚綱鱸形目鰕虎亞目鰕虎科珊瑚鰕虎魚屬下的一个种，為熱帶海水魚，分布於印度太平洋區，從東非、南非至夏威夷群島，本起日本南部，南迄澳洲大堡礁海域，棲息深度1-30公尺，體長可達4.6公分，本魚棲息珊瑚礁區，與柳珊瑚共生，生活習性不明，可作為觀賞魚。